# Vallensbæk
Vallensbæk är  huvudort i Vallensbæks kommun i Danmark. Den ligger i Region Hovedstaden, 13 km väster om Köpenhamn. Antalet invånare är 15 157. Vallensbæk har en järnvägsstation på Køge Bugt-banen mellan Köpenhamn och Køge som trafikeras av Köpenhamns S-tåg.